# جزيرة المدينة

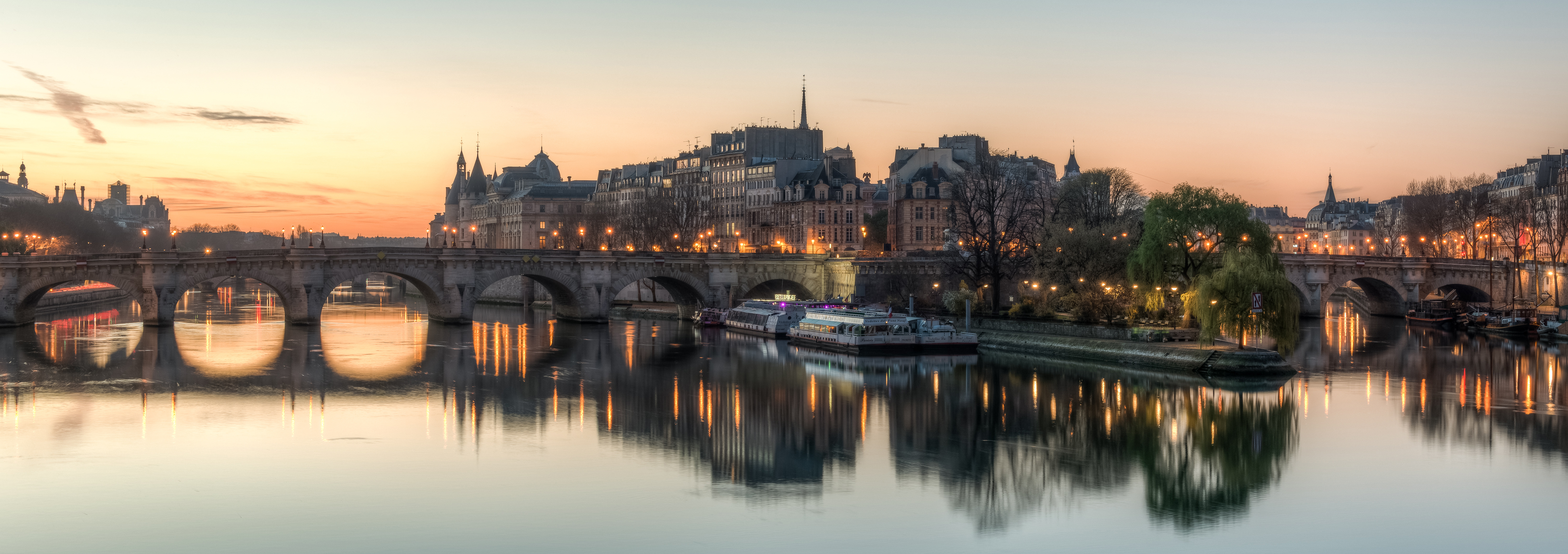
منظر جانبي لجزيرة المدينة ملفقطة من على جسر الفنون قبل غروب الشمس.

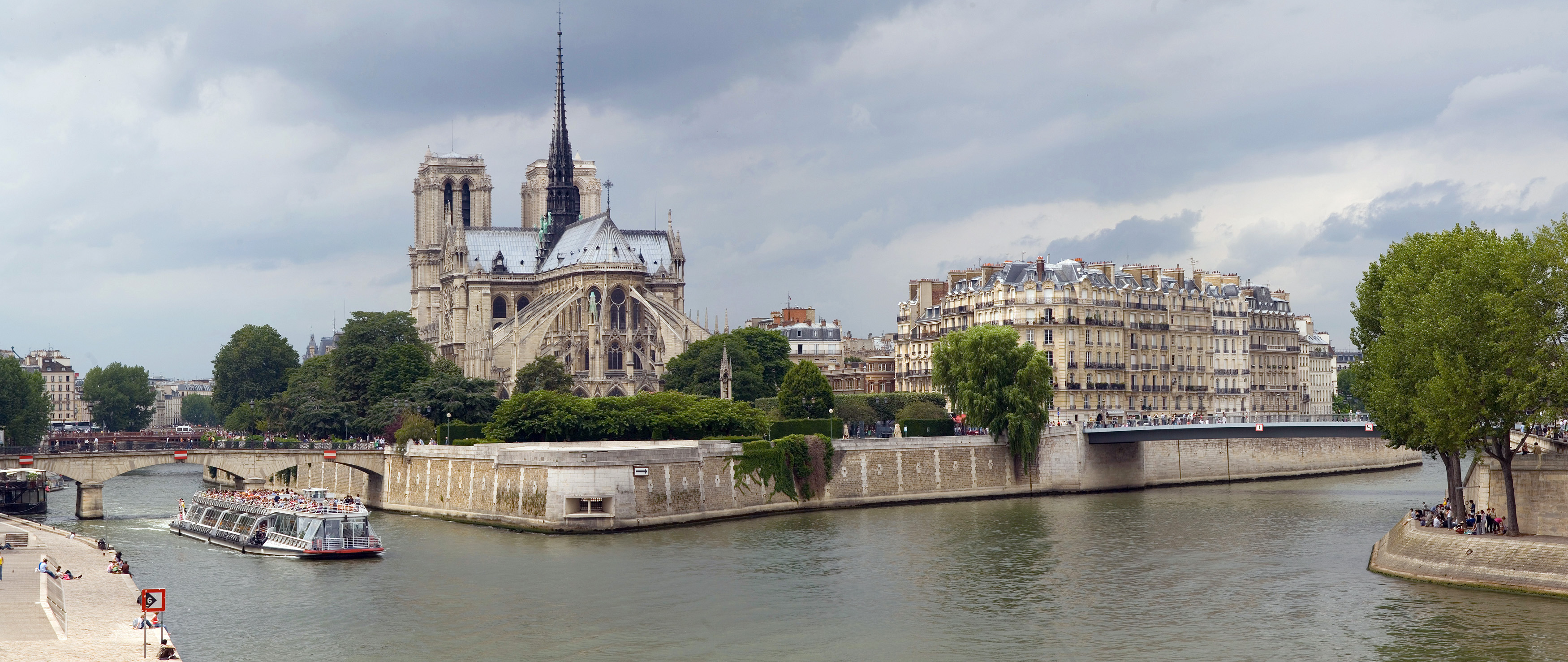
صورة لجزيرة المدينة في وضح النهار وتبدو فيها كاتدرائية نوتردام دو باري (باريس).

جزيرة المدينة (بالفرنسية: Île de la Cité)‏ (إيل دو لا سيتي) هي جزيرة صغيرة تقع في نهر السين في باريس. وهي واحدة من جزيرتين طبيعيتين في ذلك النهر، إذ أن الأخرى هي جزيرة سانت-لويس.
تقع جزيرة المدينة في قلب باريس قرب الحي اللاتيني، ويحوي القسم الغربي منها قصراً يعود إلى عهد الميروفنجيين، بينما القسم الجنوبي من الجزيرة مخصص ومكرس للمباني الدينية، وخاصة كاتدرائية نوتردام دو باري.
أما باقي الجزيرة فكان في الماضي منطقة سكنية وتجارية، ولكن في الوقت الحالي هو مبان رسمية مثل قصر العدل و Hôtel-Dieu de Paris.

## الخريطة

خريطة جزيرة المدينة Île de la Cité

## أعلام
- الدوم كلود فرولو

## اقرأ أيضاً
- باريس
- جزيرة سانت-لويس
- نهر السين